# Before the Robots
Before the Robots är ett musikalbum av det amerikanska rockbandet Better Than Ezra utgivet 31 maj 2005.

## Låtlista
1. "Burned" - 3:41
2. "Daylight" - 3:54
3. "A Lifetime" - 3:28
4. "It's Only Natural" - 4:16
5. "Overcome" - 5:22
6. "Special" - 4:04
7. "American Dream" - 3:40
8. "Our Last Night" - 4:12
9. "A Southern Thing" - 4:02
10. "Juicy" - 3:54
11. "Hollow" - 3:30
12. "Our Finest Year" - 4:22
13. "Breathless" - 3:35